# Idolators
Idolators è un film muto del 1917 diretto da Walter Edwards e prodotto dalla Triangle. Veicolo per Louise Glaum, famosa vamp dell'epoca, il film aveva come altri interpreti George Webb, Dorcas Matthews, Lee Hill, Tom Guise, Hugo Koch, Milton Ross.

## Trama
Il commediografo Curtis de Forest Ralston, mentre sta scrivendo Vanity, il suo ultimo lavoro teatrale, si infatua della sua attrice, la fascinosa Viola Strathmore. Approfittando della debolezza di Ralston, Viola lo induce a cambiare la parte aumentando le sue battute. Lui, mediocre drammaturgo, non riesce a portare a buon fine il lavoro e viene salvato dalla moglie Anita, una ex attrice che, dopo il matrimonio, ha abbandonato le scene. Anita e Bruce Winthrope, il suo vecchio manager, pongono mano al testo, migliorandolo e facendo risaltare il personaggio di Viola. Quando va il scena, la commedia ottiene un enorme successo. Ralston viene portato alle stelle e lui, tutto tronfio, se ne prende il merito, abbandonando per di più la moglie per l'amante. Il finanziatore dello spettacolo scopre la tresca tra l'attrice e il commediografo; sentendosi tradito, taglia i fondi alla produzione e, sulla commedia, chiusi i battenti, cala il sipario. Ralston, comunque, vuole continuare la relazione con Viola. Ma lei lo respinge. Scoppia un alterco e lei, accusandolo di essere il responsabile della chiusura dello spettacolo e della rovina della sua carriera, lo uccide. Cercando un rifugio, Viola si nasconde, protetta da Borul, il suo servitore egiziano. Quando però la polizia è vicina ad arrestarla, Borul la uccide, preferendo darle lui la morte piuttosto che vederla salire sul patibolo.

## Produzione
Le riprese del film, prodotto dalla Triangle Film Corporation con il titolo di lavorazione Milestones of Success, terminarono alla fine di agosto 1917.

## Distribuzione
Distribuito dalla Triangle Distributing, il film uscì nelle sale cinematografiche statunitensi il 9 settembre 1917.
Non si conoscono copie ancora esistenti della pellicola che viene considerata presumibilmente perduta.